# Lagrangefunktion
Lagrangefunktionen är en funktion som används inom klassisk mekanik för att på ett kraftfullt sätt härleda rörelseekvationerna för ett konservativt mekaniskt system. Eftersom den använder generaliserade koordinater så är den ofta lämplig i situationer där kartesiska koordinater inte är det mest naturliga valet. Den har dessutom fördelen att tvångskrafter inte ingår i formuleringen, vilket reducerar antalet ekvationer och obekanta jämfört med den klassiska Newtonska formuleringen. Den kan också användas för att ta fram Hamiltonfunktionen, som är lämplig för att vinna insikt i den klassiska mekaniken. 
Lagrangefunktionen definieras som skillnaden mellan den kinetiska energin och den potentiella energin:
{\displaystyle {\mathcal {L}}(q_{1},\dots ,q_{n},{\dot {q}}_{1},\dots ,{\dot {q}}_{n},t)=T(q_{1},\dots ,q_{n},{\dot {q}}_{1},\dots ,{\dot {q}}_{n},t)-V(q_{1},\dots ,q_{n})}
vilket ofta skrivs mer kompakt som
{\displaystyle {\mathcal {L}}(q,{\dot {q}},t)=T(q,{\dot {q}},t)-V(q)}
Rörelseekvationerna för systemet fås sedan av Lagranges ekvationer:
{\displaystyle {\frac {d}{dt}}\left({\frac {\partial {\mathcal {L}}}{\partial {\dot {q}}_{i}}}\right)-{\frac {\partial {\mathcal {L}}}{\partial q_{i}}}=0}

## Exempel
För en endimensionell pendel är det naturligt att använda polära koordinater {\displaystyle (r,\theta )\,}. Skriven i sådana är de kinetiska och potentiella energierna
{\displaystyle T={\frac {m\mathbf {v} ^{2}}{2}}={\frac {mr^{2}{\dot {\theta }}^{2}}{2}}}
{\displaystyle V=-mgz=-mgr\cos \theta \,}
(notera att {\displaystyle r\,} är fix varför endast {\displaystyle {\dot {\theta }}}-termen dyker upp i hastigheten).
Detta ger lagrangefunktionen
{\displaystyle {\mathcal {L}}={\frac {mr^{2}{\dot {\theta }}^{2}}{2}}+mgr\cos \theta }.
Insättning i Lagranges ekvation ger
{\displaystyle {\frac {d}{dt}}\left(mr^{2}{\dot {\theta }}\right)+mgr\sin \theta =mr^{2}{\ddot {\theta }}+mgr\sin \theta =0}
vilket är den korrekta ekvationen för pendelns rörelse.